# Schrifteisen
Schrifteisen sind schmalere Ausführungen von Beizeisen oder Schlageisen und sie dienen zum Einhauen von Inschriften in Stein. 
Sie haben eine angeschmiedete Schneide oder eine aus Hartmetall. Schrifteisen für Weichgesteine werden mit dem Knüpfel angetrieben und sind deswegen am Schlagende mit einem Knüpfelkopf (Verbreiterung) versehen. Beim Einsatz auf Hartgestein haben die Schrifteisen einen Fäustelkopf und es wird ein Schriftfäustel verwendet. Er hat ein Gewicht von 500 bis 600 Gramm. Daneben gibt es auch Varianten für den Betrieb mit druckluftgetriebenen Schrifthämmern. Gängige Schneidenbreiten von Schrifteisen sind: 4, 6, 8, 10, 12, 14, 16, 18 mm.

## Ähnliche Werkzeuge
- Beizeisen
- Schlageisen (Werkzeug)

## Berufe
- Steinmetz
- Steinbildhauer